# ももクロ夏のバカ騒ぎ2020 配信先からこんにちは
『ももクロ夏のバカ騒ぎ2020 配信先からこんにちは』（ももクロなつのバカさわぎ はいしんさきからこんにちは）は、ももいろクローバーZがリゾート施設の逗子マリーナから、2020年8月2日に生配信したオンラインライブ。
Blu-ray & DVDとして、当日すべての配信内容に加えて、同年6月25日開催のオンラインライブ『Behind closed doors「2020 次が始まり」』も収録したものが発売されている。

## 概要

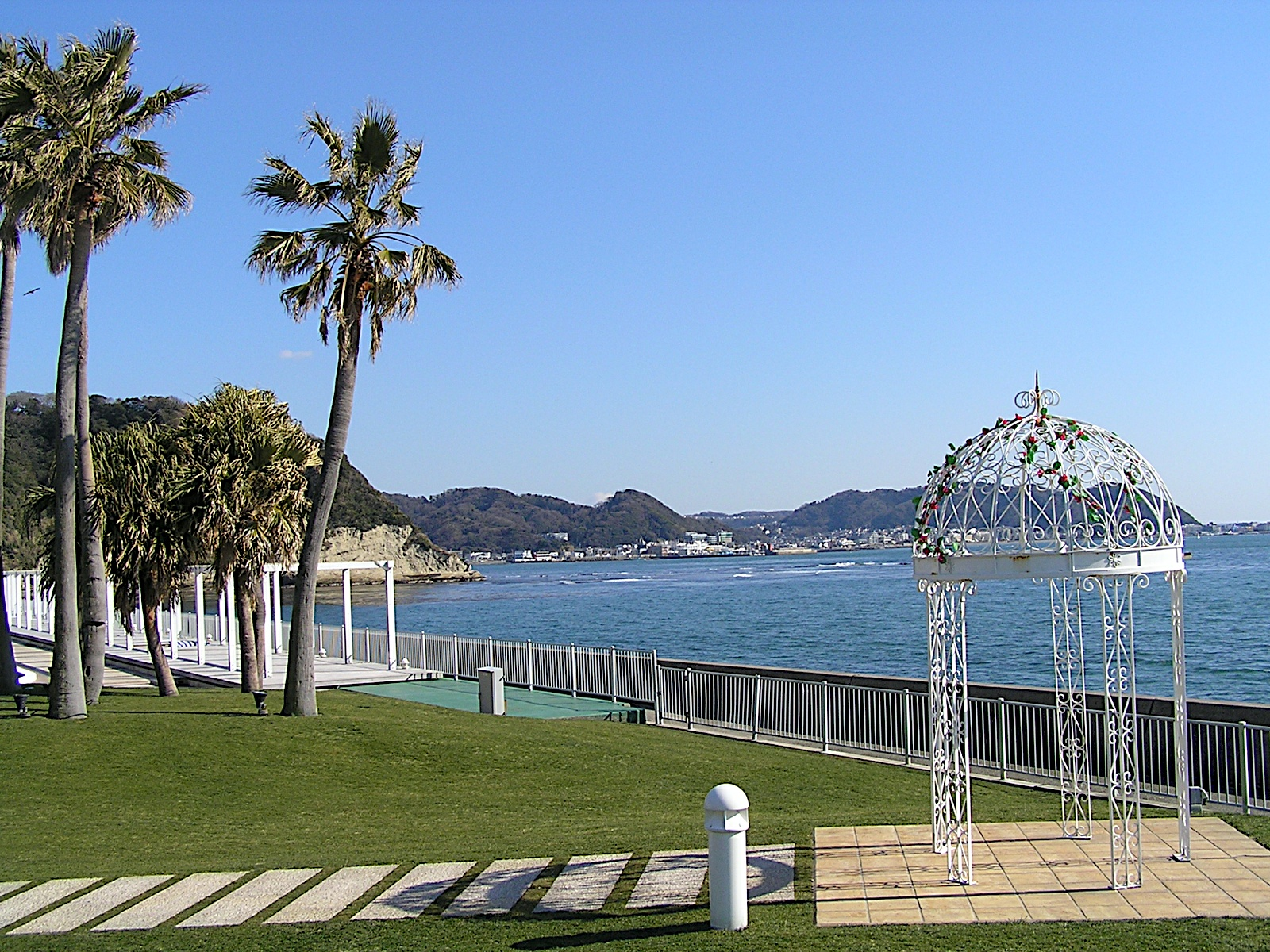
配信先となった逗子マリーナの屋外風景

神奈川県・湘南のリゾート施設「逗子マリーナ」を貸し切り、海をバックにしたロケーションやプール上のステージ、結婚式場などの施設内部を次々に移動しながら歌うオンラインライブとなった（ABEMAの有料配信サービス「ペイパービュー」にて生配信）。
ガラス張りのチャペルではピアニストによる生演奏を取り入れ、屋台が並ぶ特設の縁日コーナーでは和太鼓奏者とコラボレーション。ドローン撮影を駆使し、クルーザーに乗りながら海上から歌を届けるシーンも盛り込まれ、無観客である状況を最大限に生かした構成となった。
開催約1ヶ月前の時点までは埼玉県・メットライフドームに観客を入れる前提で「観客動員ライブ 感染対策ガイドライン」まで自主的に公表していたが、新型コロナウイルス感染拡大の情勢を踏まえてオンラインライブへの方針転換となった経緯がある。観客を入れる場合には静かに鑑賞してもらう想定であったため、ライブのタイトルを『ももクロ夏のバカ騒ぎ』から『笑成神祭（えなじんさい）』に変更し、その名称が入ったグッズも事前販売していた。しかし、無観客への方針転換に伴いタイトルは『ももクロ夏のバカ騒ぎ』に戻されることとなり、メンバーがプールへ飛び込んだり、ゾンビが乱入する演出の中で花火が打ち上げられたりと、オンラインならではの“バカ騒ぎ”が繰り広げられた。

## セットリストとロケーション
1. stay gold：海を望む屋外ステージ
ライブ映像 - YouTube
2. 背番号：同上
3. 仮想ディストピア：同上
4. GODSPEED：広場を移動
5. 『Z』の誓い：建物併設の展望デッキ
6. リバイバル：同上
7. 武陵桃源なかよし物語：建物内の個室
ライブ映像 - YouTube
8. ロードショー：プールサイド
9. 希望の向こうへ：同上
ライブ映像 - YouTube
10. ココナツ：プールサイドを移動→水上ステージ
11. ワニとシャンプー：プール内を遊泳→プールサイド
12. 行くぜっ！怪盗少女 -ZZ ver.-：プールサイドを移動→プールへダイブ
13. ツヨクツヨク：クルーザー乗船
14. Re:Story：同上
ライブ映像 - YouTube
15. 上球物語 -Carpe diem-：夜道（ワイプでハリケーンボート乗船の収録映像）
16. MORE WE DO!：屋台が並ぶ縁日コーナー
17. ももいろ太鼓どどんが節：夜のプールサイド
18. 走れ！ -ZZ ver.-：広場を移動
19. キミノアト：ガラス張りのチャペル
20. レディ・メイ：チャペル併設のバルコニー
ライブ映像 - YouTube
21. Nightmare Before Catharsis（アンコール）：屋外ステージ
22. Hanabi（アンコール）：同上
23. コノウタ（アンコール）：同上

場面転換中のVTRコーナー
- ももクロ夏の自由研究

ライブ映像 - YouTube

## サポートメンバー
- ヒダノ修一 - 和太鼓
- 一彩 - 和太鼓
- 永野 (お笑い芸人) - 冷やかし
- 飯塚高史 - 乱入